# Foshan
Foshan is een stadsprefectuur in centraal Guangdong, Volksrepubliek China met 9,5 miljoen inwoners (volkstelling 2020). De stad is onderdeel van de agglomeratie rondom Guangzhou (Kanton), de Parelrivierdelta, met 72.7 miljoen inwoners de grootste metropool ter wereld. De belangrijkste omgangstaal is Standaardkantonees en Foshanhua.

## Geografie
Foshan bestaat uit vijf districten:
- Chancheng district (禅城区)
- Nanhai district (南海区)
- Sanshui district (三水区)
- Gaoming district (高明区)
- Shunde district (顺德区), het bekendste van de vijf

## Bekende inwoners van Foshan

### Geboren
- Wong Fei Hung (1847-1924), arts en vechtsporter
- Yip Man (1893-1972), vechtsporter

### Jiaxiangof woonachtig (geweest)
- Bruce Lee (1940-1973), acteur en vechtsporter